# 大翔地健太
大翔地 健太（だいしょうち けんた、1984年11月24日 - 2020年2月28日）は、モンゴルウランバートル市出身の、元大相撲力士、アマチュア相撲選手（兼指導者）、タレント。本名はオランバヤル・ビャンバジャブ（モンゴル語キリル文字表記：Уламбаярын Бямбажав）。身長184cm、体重152kg。大相撲力士時代の最高位は西幕下15枚目（2005年3月場所、同年7月場所）、所属部屋は芝田山部屋。

## 来歴
2001年7月場所に初土俵を踏み、新序ノ口となる翌9月場所は6勝1敗の優勝を勝ち取り、約2年後の2003年9月場所では幕下に昇進する順調な滑り出しであったが、その丸2年後の2005年7月場所は自己最高位タイの西幕下15枚目につきながら全休し、そのまま初土俵から4年余りとなる翌9月場所限りで21歳を迎える直前に角界を去った。元々アマチュア相撲志向であり、本人にとって大相撲は下積み修行にすぎなかったとされる。
その意向通り引退後はアマチュア相撲に転向し、2007年に米国相撲オープン（US Sumo Open）に初出場してから2014年大会まで重量級8連覇・2016年と2017年に重量級連覇の成績を残し、世界相撲選手権大会で2度の優勝を果たすなど、アマチュアに転向した元大相撲力士としては異例の活躍をする。2013年の米国相撲オープン無差別級決勝戦では190kgの巨漢であるケリー・ネイティングを瞬時に吊り上げて横投げのボディスラムのように叩き付ける派手な相撲振りで注目を浴びた。
アマチュア選手としての活躍のみならず、北米ではタレントとしても活動しており、ハリウッド映画「オーシャンズ13」やスバルの自動車のCM、1Dの楽曲のPVに出演した。
2020年2月28日、ロサンゼルス市内の病院で死去。

## 主な成績
- 通算成績：95勝66敗14休（26場所）
- 各段優勝：序ノ口優勝1回（2001年9月場所）

| | 一月場所 初場所（東京） | 三月場所 春場所（大阪） | 五月場所 夏場所（東京） | 七月場所 名古屋場所（愛知） | 九月場所 秋場所（東京） | 十一月場所 九州場所（福岡） |
| --- | ----------------------- | ----------------------- | ----------------------- | --------------------------- | ----------------------- | --------------------------- |
| 2001年 （平成13年） | x                       | x                       | x                       | （前相撲）                  | 西序ノ口41枚目 優勝 6–1 | 東序二段73枚目 6–1          |
| 2002年 （平成14年） | 西序二段3枚目 5–2       | 東三段目68枚目 3–4      | 東三段目87枚目 4–3      | 西三段目69枚目 5–2          | 東三段目39枚目 4–3      | 西三段目23枚目 3–4          |
| 2003年 （平成15年） | 西三段目39枚目 3–4      | 西三段目57枚目 6–1      | 東三段目6枚目 3–4       | 西三段目16枚目 6–1          | 東幕下37枚目 5–2        | 西幕下26枚目 1–6            |
| 2004年 （平成16年） | 西幕下48枚目 6–1        | 東幕下20枚目 2–5        | 西幕下37枚目 2–5        | 東三段目2枚目 6–1           | 西幕下29枚目 4–3        | 東幕下24枚目 5–2            |
| 2005年 （平成17年） | 東幕下19枚目 4–3        | 西幕下15枚目 3–4        | 西幕下20枚目 4–3        | 西幕下15枚目 休場 0–0–7     | 西幕下55枚目 引退 0–0–7 | x                           |
| 各欄の数字は、「勝ち-負け-休場」を示す。 優勝 引退 休場 十両 幕下 三賞：敢=敢闘賞、殊=殊勲賞、技=技能賞 その他：★=金星 番付階級：幕内 - 十両 - 幕下 - 三段目 - 序二段 - 序ノ口 幕内序列：横綱 - 大関 - 関脇 - 小結 - 前頭（「#数字」は各位内の序列） |                         |                         |                         |                             |                         |                             |